# Гранатомётный выстрел

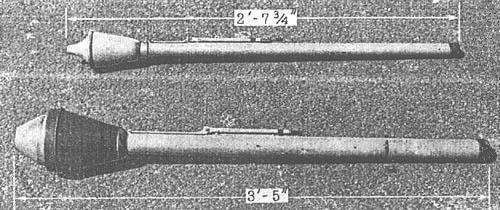
Фаустпатрон 30 (сверху) и Панцерфауст 60.
Первые образцы активных гранатомётных выстрелов.

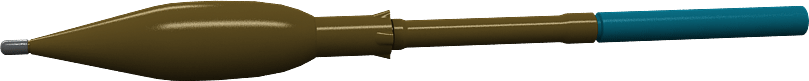
Активно-реактивный гранатомётный выстрел раздельного заряжания ПГ-7ВЛ «Луч».
Состоит из гранаты ПГ-7Л и метательного порохового заряда ПГ-7ПЛ (цилиндр цвета морской волны).

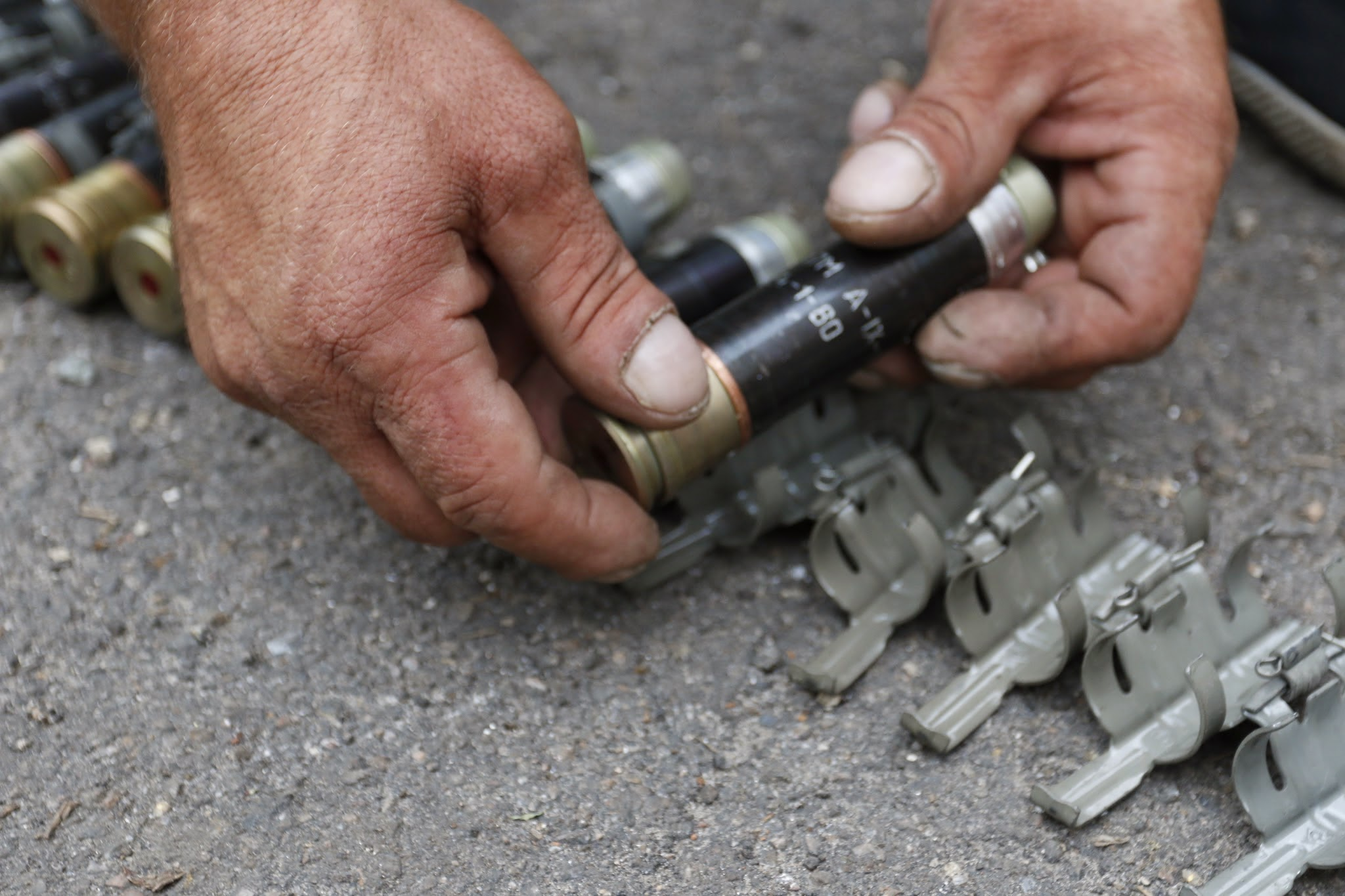
Зарядка в ленту активных гранатомётных выстрелов ВОГ-17 унитарного заряжания.

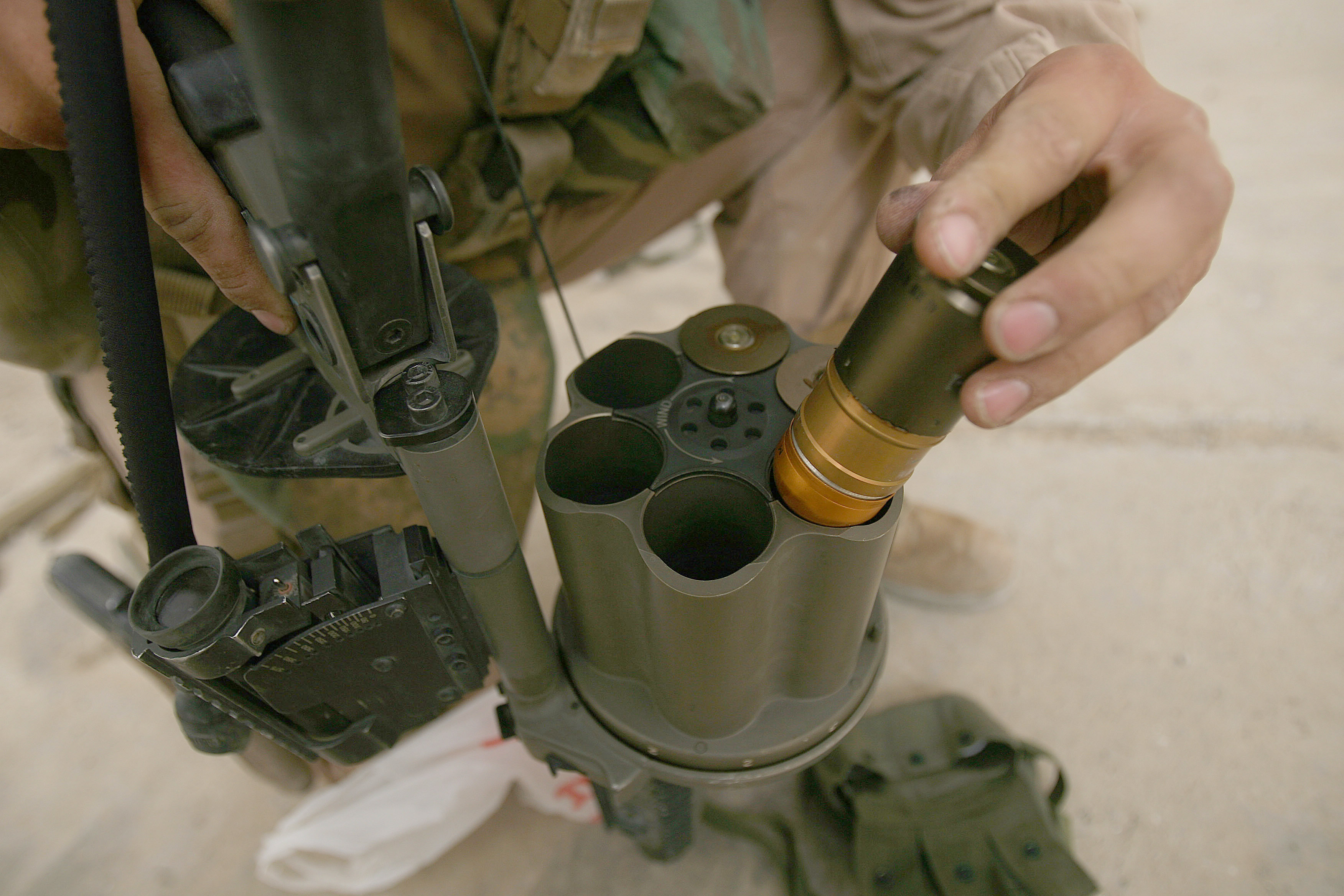
40-мм активный гранатомётный выстрел унитарного заряжания вставляется в барабан гранатомёта MGL.

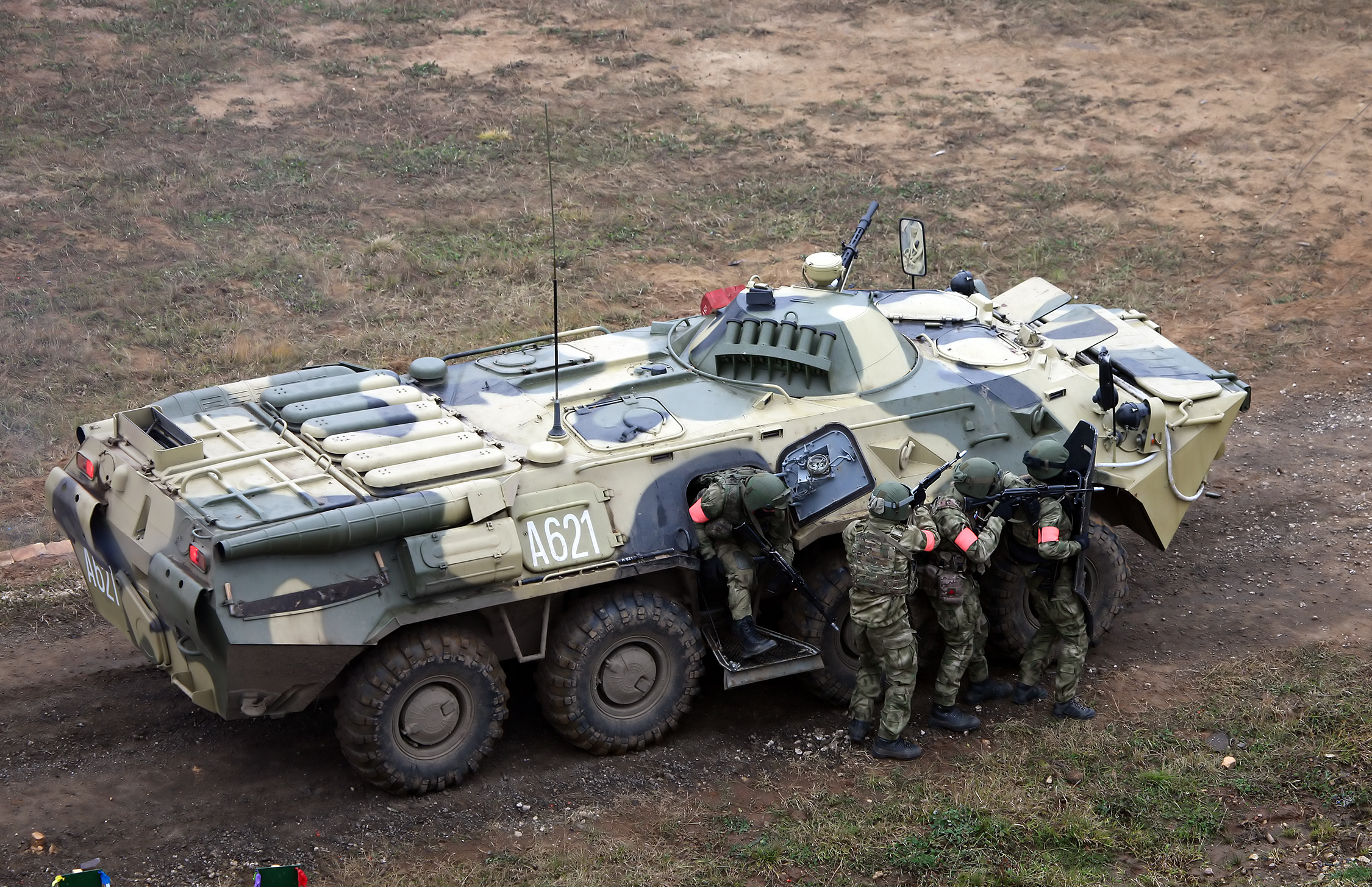
На задней части башни БТР-80
видны 6 цилиндрических контейнеров
для отстрела дымовых гранатомётных выстрелов.

Гранатомётный выстрел — боевой припас, предназначенный для стрельбы из гранатомёта ручного (например РПГ-1), станкового (например АГС-17) или системы запуска с изделия (например Система 902). 
Гранатомётный выстрел состоит из гранаты и метательного заряда со средствами воспламенения.

## Классификация

### По конструкции
Классификация гранатомётных выстрелов различается по следующим критериям:
- Способ заряжания гранатомётного выстрела:
  - выстрелы унитарного заряжания — граната и метательный заряд объединены в одну неразборную конструкцию;
  - выстрелы раздельного заряжания — граната и метательный заряд для удобства транспортировки переносятся раздельно и соединяются вместе непосредственно перед стрельбой.
- Принцип метания гранаты:
  - активный — начальная скорость придаётся метательным зарядом, сгорающим в стволе гранатомёта;
  - реактивный — выбрасывание гранаты за пределы пусковой установки за счет сгорания заряда в камере реактивного двигателя, установленного непосредственно на гранате (примеры образцов: РПГ-18, РПГ-22);
  - активно-реактивный (динамореактивный) — придание гранате начальной скорости при ее движении по каналу ствола под действием пороховых газов, образующихся при горении порохового заряда, при этом компенсация усилия отдачи осуществляется за счет истечения пороховых газов из канала ствола через сопло, находящееся в казённой части ствола.

### По назначению
Классификация гранатомётных выстрелов по назначению:
- кумулятивные — для уничтожения броневого и танкового вооружения и техники;
- осколочные — для уничтожения живой силы;
- термобарический — для уничтожения живой силы в фортификационных сооружениях;
- дымовые — для создания дымовой завесы скрывающей броневое и танковое вооружение и технику от огня вражеской артиллерии и ПТРК.

Для полицейских операций существуют особые разновидности гранатомётных выстрелов:
- газовый — граната содержит заряд, рассеивающий ирританты
- дымовой — для создания дымовой завесы, временно прикрывающей личный состав;
- светозвуковой — для дезориентации преступников оглушающе-ослепляющим эффектом.